# پتریکرافت
longitudeپتریکرافتlatitudeپتریکرافت
پتریکرافت (به انگلیسی: Patricroft) منطقه‌ای از اکلز در منچستر بزرگ بریتانیا است.

## تاریخچه
نام پتریکرافت (Patricroft) احتمالاً از عبارت Pear-tree croft (مزرعهٔ گلابی) یا به احتمال بیشتر از عبارت Patrick's Croft (مزرعهٔ پاتریک) گرفته شده‌است. در سال ۱۸۳۶ جیمز نزمیث با مشارکت هالبروک گسکل کارگاه ریخته‌گری بریجواتر را در پتریکرافت بنیان نهاد. این ریخته‌گری خیلی زود گسترش پیدا کرده و تبدیل به فرآورده اصلی تجهیزات لوکوموتیوهای بخار گردید. در خلال جنگ جهانی اول تولیدات این کارخانه عمدتاً مهمات بود. در آغاز جنگ جهانی دوم این کارخانه تبدیل به یک کارخانهٔ دولتی مهمات گردید که تانک و تپانچه و گلولهٔ توپ تولید می‌کرد.

## سرشناسان
سر ادوین الیوت وردون رو در سال ۱۸۷۷ در پتریکرافت زاده شد. او نخستین انگلیسی بود که با یک هواپیمای موتوردار پرواز کرد (در سال ۱۹۰۸ در بروکلندز) و نخستین انگلیسی بود که یک هواپیمای کاملاً بریتانیایی را به پرواز درآورد (در سال ۱۹۰۹). او بنیان‌گذار شرکت آورو یکی از نخستین تولیدکنندگان هواپیما بود. او این شرکت را در سال ۱۹۱۰ بر پا کرد. همفری وردون رو برادر او در پا کردن آورو به او کمک کرد.